# Villers-lès-Nancy
Villers-lès-Nancy is een gemeente in het Franse departement Meurthe-et-Moselle (regio Grand Est). De gemeente telde 14.938 inwoners op 1 januari 2022. De plaats maakt deel uit van het arrondissement Nancy.

## Geschiedenis
De plaats werd voor het eerst genoemd in 942. Villers was lange tijd een landbouwdorp. De wijnbouw werd er vanaf de 17e eeuw belangrijk. Ook was er enige winning van ijzererts en waren er kalkovens en kleinschalige steenbakkerijen.
In het bos Forêt de Haye werd de cisterciënzer Abdij van Clairlieu gesticht, die werd afgebroken na de Franse Revolutie.
In 1914 werd een militair vliegveld geopend in de gemeente.

## Geografie
De oppervlakte van Villers-lès-Nancy bedroeg op 1 januari 2022 9,95 vierkante kilometer; de bevolkingsdichtheid was toen 1.501,3 inwoners per km².
In het westen van de gemeente ligt het bosgebied Forêt de Haye, dat meer dan 10.000 ha beslaat over verschillende gemeenten. De gemeente ligt op een kalkstenen plateau met als hoogste punt 379 meter. In het noordoosten liepen beken die uitmondden in de Saurupt. Deze waterloop werd gekanaliseerd en overdekt.
De autosnelweg A33 loopt door de gemeente.
De onderstaande kaart toont de ligging van Villers-lès-Nancy met de belangrijkste infrastructuur en aangrenzende gemeenten.

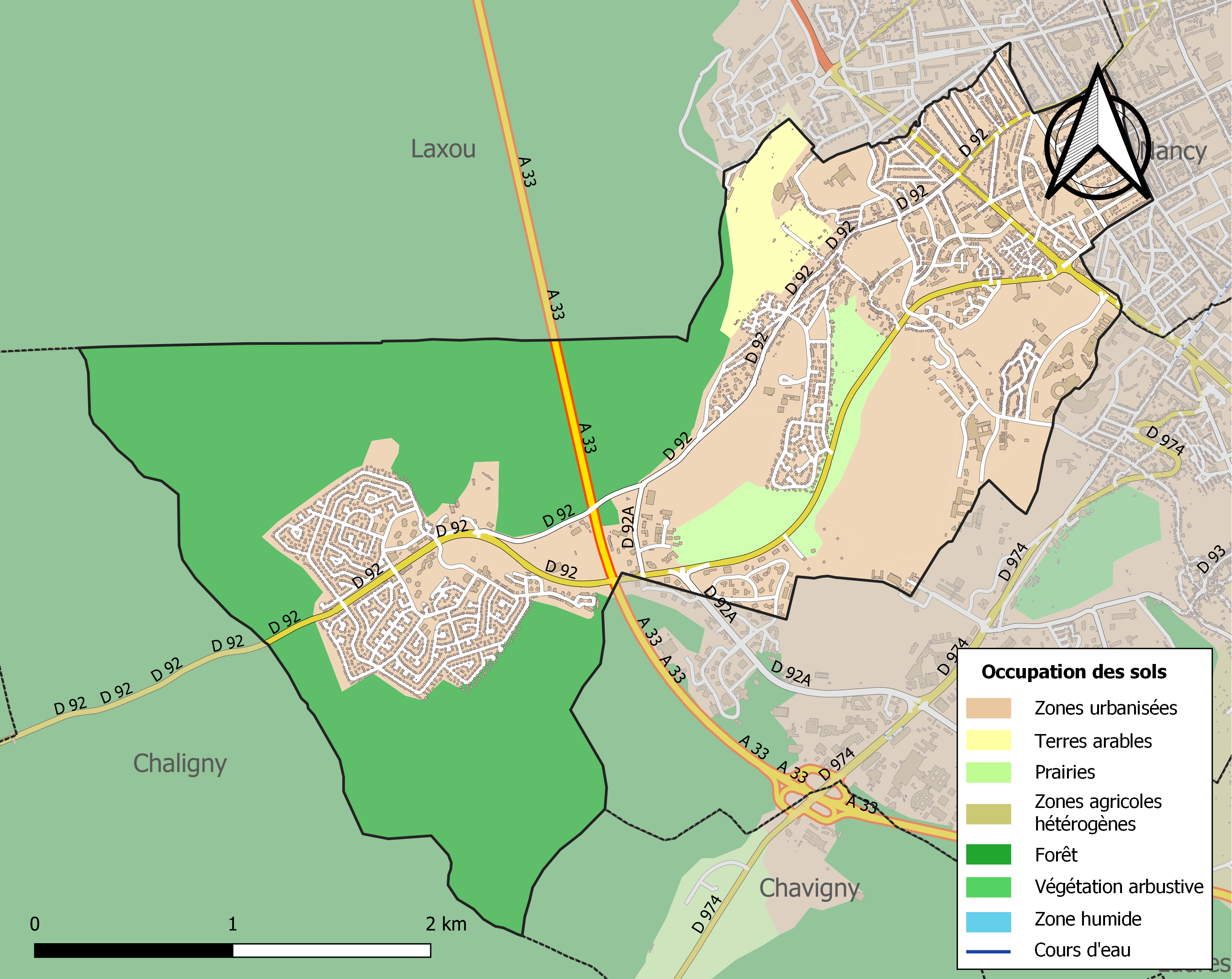

## Demografie
Onderstaande figuur toont het verloop van het inwonertal (bron: INSEE-tellingen).